# Harvey Heights
Die Harvey Heights sind ein Gebirge im Zentrum der Brabant-Insel im Palmer-Archipel vor der Westküste der Antarktischen Halbinsel. Es liegt unmittelbar nördlich des Mount Parry und westlich des Kopfendes des Malpighi-Gletschers. 
Erstmals verzeichnet, jedoch noch nicht benannt, ist es auf einer argentinischen Landkarte aus dem Jahr 1953. Luftaufnahmen der Hunting Aerosurveys Ltd. aus den Jahren von 1956 bis 1957 dienten 1959 der Kartierung. Das UK Antarctic Place-Names Committee benannte das Gebirge 1960 nach dem englischen Arzt William Harvey (1578–1657), dem als Erster der experimentelle Nachweis des (großen) Blutkreislaufs gelang.